# Werner Munter
Werner Munter (Lohnstorf, Zwitserland, 1941) is een berggids, auteur en veiligheidsexpert op het gebied van lawines en alpinisme.
Munter deed in de jaren 90 onderzoek aan het WSL-Institut für Schnee- und Lawinenforschung SLF in Davos, Zwitserland. Hij ontwikkelde de 3X3 reductiemethode, een praktische methodiek voor de winterbergbeklimmers en wintersporters, die de internationale lawine beoordelingsinzichten deden veranderen. Deze methode wordt nu gezien als gouden standaard in rechtspraak in de alpenlanden en op alle berggidsopleidingen en  ski-opleidingen gebruikt.

## Publicaties
- 1979: Lawinenkunde voor Skifahrer und Bergsteiger. Bern, Stuttgart : Hallwag. ISBN 3-444-50158-7.
- 1980: Bergwandern und Felsklettern. Bern ; Stuttgart : Hallwag. ISBN 3-444-50161-7.
- 1981: Hochgebirgsklettern und Tourenskilauf. Bern ; Stuttgart : Hallwag. ISBN 3-444-50167-6.
- 1984: Berner Alpen. München : Bergverlag Rother. ISBN 3-7633-2401-2.
- 1997: 3×3 Lawinen. Garmisch-Partenkirchen : Agentur Pohl & Schellhammer. ISBN 3-00-002060-8.